# Oxyrrhynchium ovatum
Oxyrrhynchium ovatum là một loài rêu trong họ Brachytheciaceae. Loài này được Cardot & P. de la Varde mô tả khoa học đầu tiên năm 1924.